# Herbeset

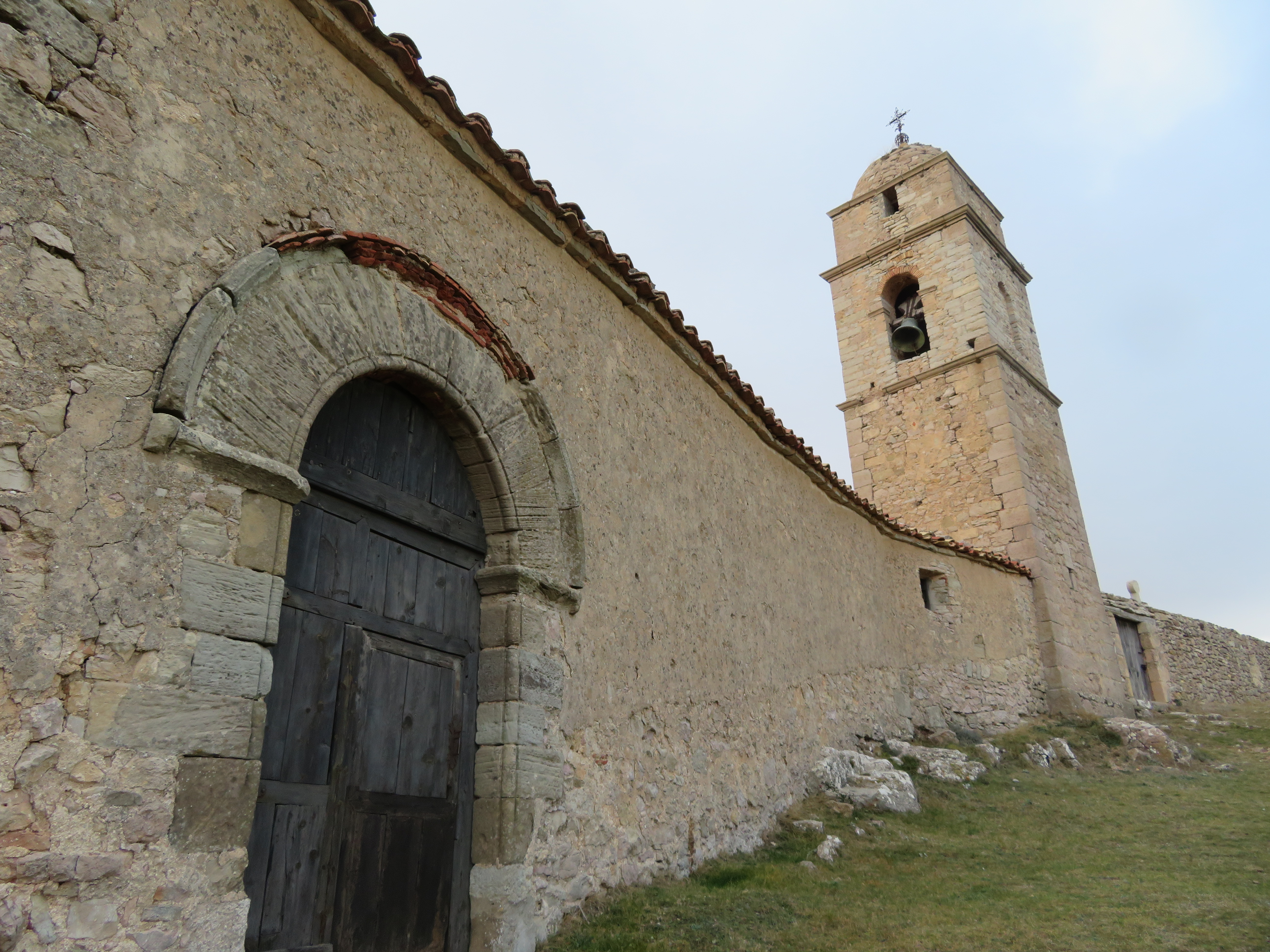
Iglesia Parroquial de San Miguel

Herbeset es una entidad de población española del municipio de Morella, perteneciente a la provincia de Castellón, en la Comunidad Valenciana.

## Historia
A mediados del siglo XIX, la aldea, ya por entonces perteneciente a Morella, tenía contabilizada una población de 72 habitantes. Aparece descrita en el noveno volumen del Diccionario geográfico-estadístico-histórico de España y sus posesiones de Ultramar de Pascual Madoz de la siguiente manera:

HERBESET: ald. con alc. p., aneja de la v. de Morella, que es cab. del part. jud. de su nombre (2 1/2 leg.), en la prov. de Castellon de la Plana (15 1/2), aud. terr. y c. g. de Valencia (25 1/2), dióc. de Tortosa (10): sit. en terreno áspero al pie de un peñon calizo, donde la combaten los vientos del N. y O. y goza de un clima frio y saludable. Tiene 18 casas, igl. parr. dedicada á San Miguel, la cual aunque muy ant. fué renovada por Juan Traber en 1817, un cementerio junto á la igl., y varias fuentes fuera, y entre ellas las conocidas con los nombres del Grebolar y Avellanar, cuyas aguas son buenas. No tiene térm. propio, sino que siendo una ald. de Morella, es de la jurisd de esta v. todo el terr. que comprende. Sin embargo, se considera como térm. el radio de 1 1/2 leg. en cuadro, dentro de la que egerce su jurisd. el alc. p. que la gobierna. Esta confronta por N. con Herbés; E. Castell de Cabres; S. Morella, y O. Chiva y la Pobleta. A 1/2 leg. hacia el N. de la fald., corre un arroyo entre 2 cerros cubiertos enteramente de pinos, y en las inmediaciones húmedas se descubren vetas de madera fósil, mas ó menos penetradas del betun, tomando en partes la consistencia, fractura y brillantez del azabache. El terreno es montañoso y de mediana calidad. Los caminos se dirigen á Morella y Castell de Cabres, los cuales son mas bien estrechas sendas cuasi intransitables. El correo lo reciben los mismos interesados en Morella. prod.: granos, principalmente trigo, aunque en corta cantidad, patatas y judias: sostiene poco ganado lanar, y caza de conejos y liebres. ind. la agrícola. Aunque la pobl. riqueza y contr. están unidos con Morella (V.) en la matrícula catastral, sabemos que tiene esta ald. 18 vec., 72 almas.
(Madoz, 1847, p. 169)

En 2024 la entidad singular de población de Herbeset tenía empadronados 11 habitantes.

## Patrimonio

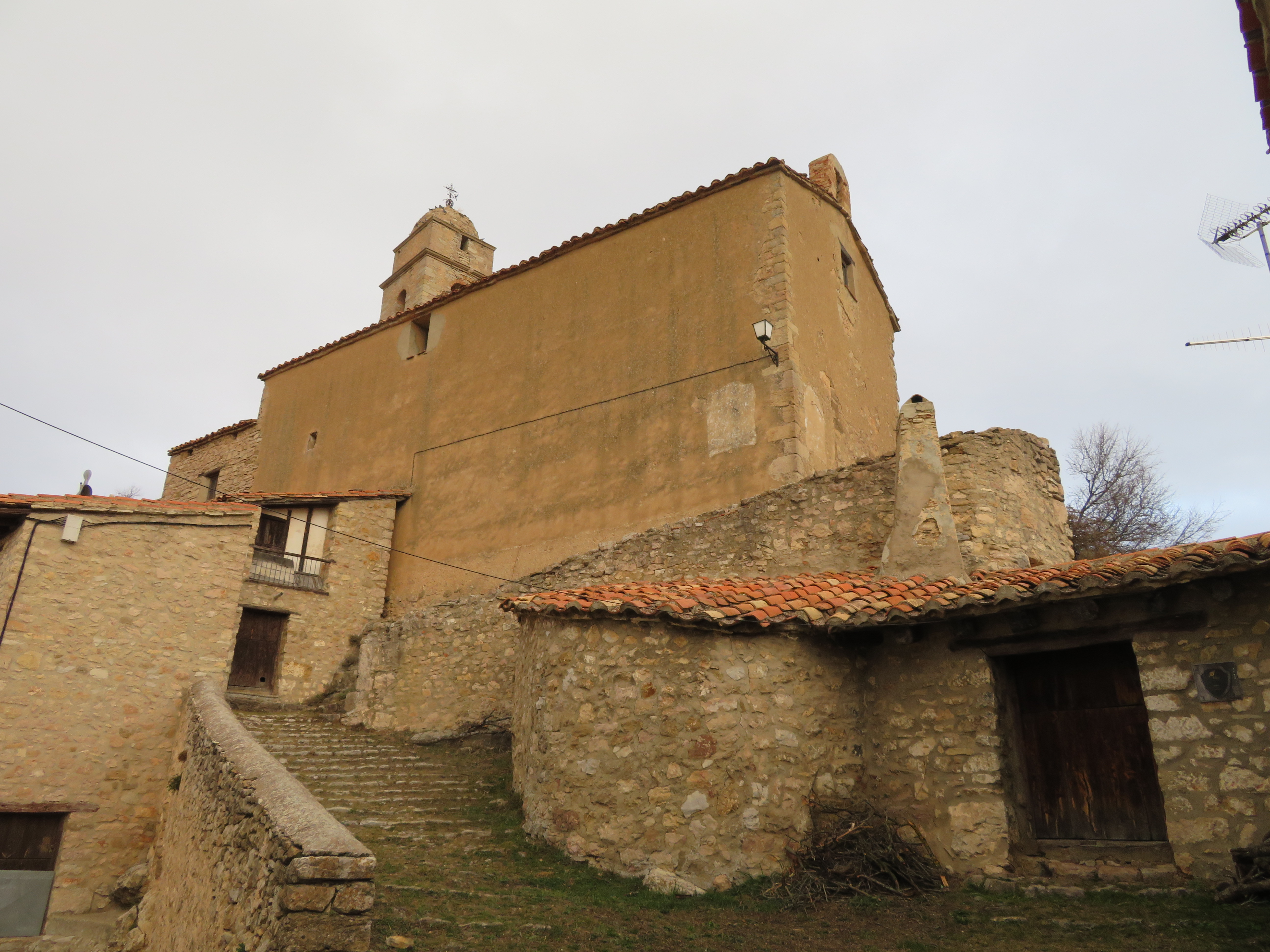
Iglesia de San Miguel

En la localidad hay una iglesia bajo la advocación de San Miguel.